# Sport a Firenze
Questa voce raccoglie le informazioni sulle principali strutture, manifestazioni e società sportive di Firenze.

## Sedi nazionali
A Firenze ha sede la Lega Italiana Calcio Professionistico, detta Lega Pro, fondata il 1º agosto 1959 come Lega Nazionale Semiprofessionisti. Si è trasferita nel 2011 in Viale Fratelli Rosselli, nella zona di Porta al Prato.

## Impianti sportivi
Le attività sportive praticate a Firenze sono diversificate e dotate di una certa varietà di strutture. La zona sportiva principale è quella di Campo di Marte, nella zona nord-orientale della città. Qui si trovano lo Stadio Artemio Franchi per il calcio, lo stadio di atletica, quello per il baseball, piscine e campi da tennis. La città ha anche tradizione nel canottaggio e nell'ippica (Ippodromo delle Cascine). In città sono presenti anche strutture per il golf, basket, scherma e tiro con l'arco.
A nord di Firenze è presente l'Autodromo Internazionale del Mugello, dove ogni anno si corre il Gran Premio d'Italia, tappa del motomondiale.
Ecco l'elenco dei principali impianti sportivi della città suddivisi per tipologia di sport.

### Atletica leggera
- Stadio Luigi Ridolfi: principale struttura di riferimento a livello regionale, nonché sede del comitato toscano della FIDAL; impianto moderno situato nella cittadella sportiva di Campo di Marte, dotato di pista ad otto corsie con tribune coperte ed impianto indoor con palestra salti e rettilineo da 100 metri.
- Complesso sportivo "ASSI Giglio Rosso": centro di importanza storica per lo sport fiorentino, sede dell'omonima storica società cittadina, celebre a livello nazionale soprattutto nell'ambito dell'atletica leggera; complesso polisportivo situato in Viale Michelangiolo, dotato di una pista di atletica, diversi campi da tennis ed una palestra attrezzata.
- Campo di atletica di Sorgane: campo scuola comunale situato nel quartiere 3.
- Campo di atletica di Soffiano: campo scuola comunale situato nel quartiere 4.

### Baseball
- Stadio Cerreti

### Calcio

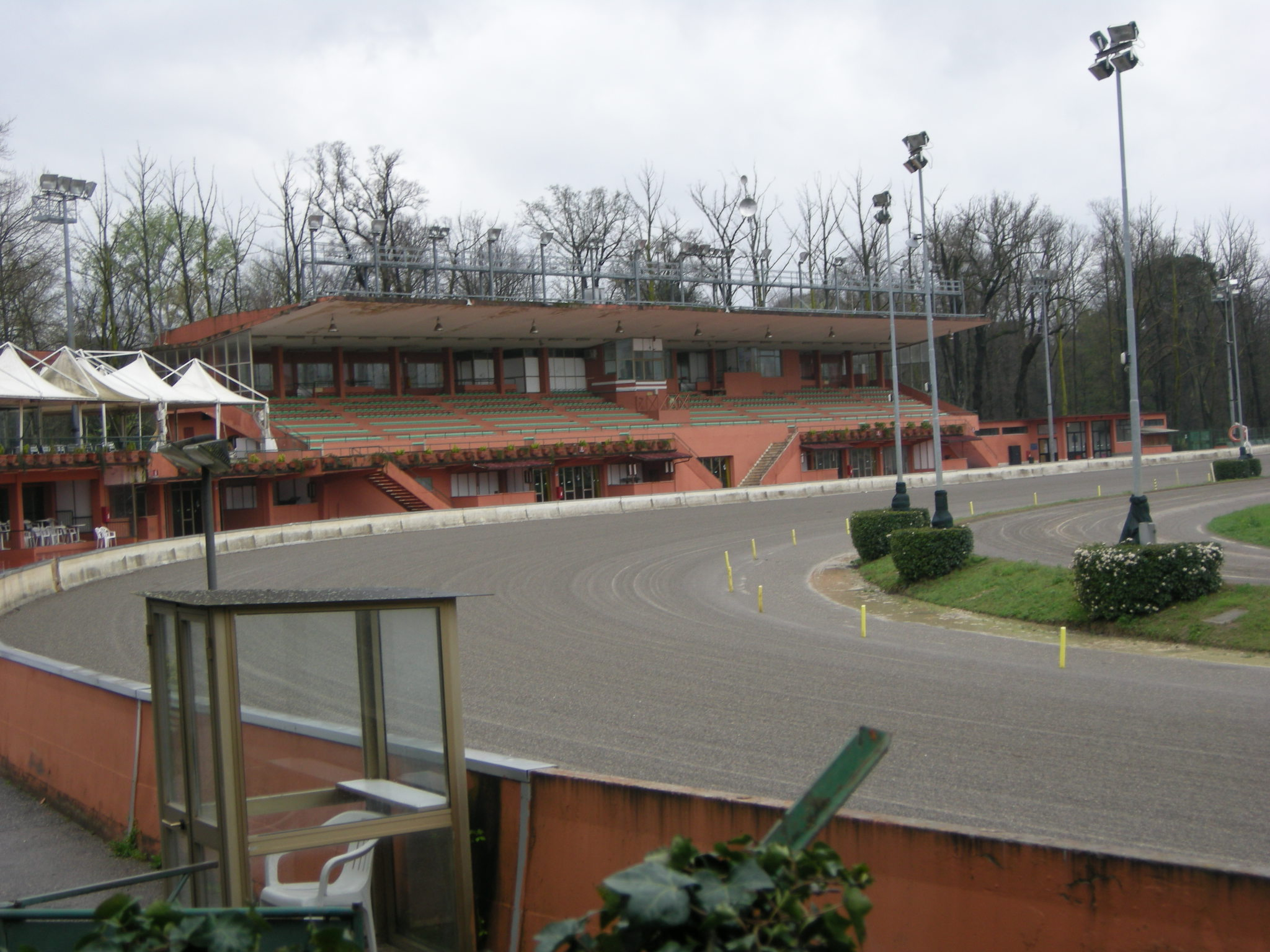
Ippodromo delle Cascine

- Stadio Artemio Franchi

### Ciclismo
- Velodromo delle Cascine

### Ippica
- Ippodromo delle Cascine

### Nuoto
- Comunale Paolo Costoli, (Viale Pasquale Paoli 9) vasca olimpionica 50 x 25
- Amici del Nuoto, (Via del Romito 38/b)
- Club Fiorentina Nuoto, (Via di Ripoli 70)
- Health center Vivarium, (Via Accursio 4)
- I Delfini, (Via Bardazzi 15)
- Il Poggetto, (Via Mercati 24/b)
- Le Pavoniere, (Viale della Catena, Parco delle Cascine)
- Comunale "Don Minzoni, (Piazzetta Cav. di Vittorio Veneto)
- Comunale "I.T.I", (Via dei Caboto)
- Comunale "Isolotto" Nuoto Club, (Via B. Bandinelli)
- Comunale "A. Franchi" - Rari Nantes Florentia, (Viale Maratona)
- Comunale San Marcellino - Fiorentina Nuoto, (Via Chiantigiana 28)
- Comunale "Paganelli", (Viale Guidoni)
- Comunale Nannini Bellariva, (Lungarno Aldo Moro 6)
- G. Raspini - Rari Nantes Florentia, (Lungarno F. Ferrucci 24)
- Club Tropos, (Via Orcagna 20/A)
- Zero Uno, (Via dei Caboto 30)

### Pallacanestro
- Nelson Mandela Forum

### Pallavolo
- Palazzo Wanny

### Rugby
- Stadio Padovani

### Sport sferistici
- Sferisterio delle Cascine per le discipline di tamburello, tamburello a muro, pallapugno e pallone col bracciale

## Manifestazioni sportive

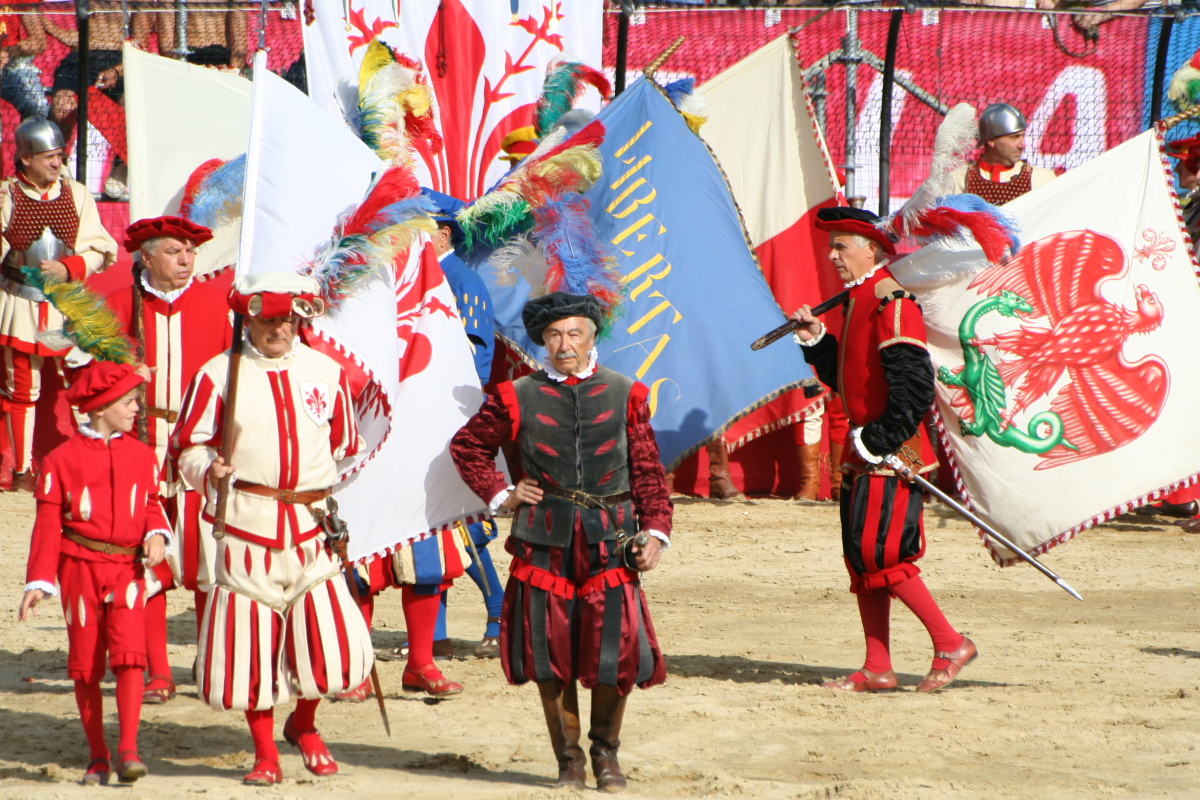
Calcio storico fiorentino

Ecco l'elenco dei principali eventi sportivi, divisi per tipo di sport, che si tengono a Firenze.

### Atletica leggera
- Maratona di Firenze
- Firenze Half Marathon Vivicittà, (26ª edizione)
- Guarda Firenze, (37ª edizione)
- Notturna di San Giovanni, (70ª edizione)
- Corri la vita
- 100 km del Passatore (Firenze-Faenza)

### Calcio storico
- Torneo dei Quattro Quartieri

### Golf
- Conte of Florence International Approach Championship

## Eventi internazionali svolti a Firenze

### Giochi olimpici
I Giochi della XVII Olimpiade vennero organizzati a Roma nel 1960. Come da tradizione, tutte le discipline olimpiche vennero svolte nella città sede dei giochi ad eccezione del torneo maschile di calcio che, oltre alla capitale, ebbe sede in altre sei città italiane: Firenze, L'Aquila, Grosseto, Livorno, Napoli e Pescara. Nel capoluogo toscano vennero svolti i seguenti incontri:
| Anno | Evento                                                                    | Impianto        | Fase                   | Data         | Incontro               |
| ---- | ------------------------------------------------------------------------- | --------------- | ---------------------- | ------------ | ---------------------- |
| 1960 | Giochi olimpici di Roma 1960 (XVII Olimpiade) - Torneo maschile di calcio | Stadio comunale | Primo turno - Gruppo A | 29 agosto    | Jugoslavia-Turchia 4-0 |
| 1960 | Giochi olimpici di Roma 1960 (XVII Olimpiade) - Torneo maschile di calcio | Stadio comunale | Primo turno - Gruppo B | 1º settembre | Italia-Brasile 3-1     |
| 1960 | Giochi olimpici di Roma 1960 (XVII Olimpiade) - Torneo maschile di calcio | Stadio comunale | Primo turno - Gruppo D | 26 agosto    | Francia-Perù 2-1       |

Nel 1967, sulla scia dell'alluvione dell'anno precedente, nacque l'idea di candidare Firenze per ospitare i giochi olimpici del 1976. Venne istituito anche il Centro per lo Sviluppo Economico, Turistico e Sportivo, ente privato a favore della candidatura del capoluogo toscano.
L'entusiasmo però finì per scontrarsi con ostacoli insormontabili, tra i quali gli ingenti costi di realizzazione dell'impresa. Giordano Goggioli, giornalista de La Nazione e all'epoca delegato provinciale del Comitato olimpico nazionale, riuscì comunque a ottenere dal Coni fondi in cambio della rinuncia al progetto di presentare Firenze tra le città candidate ad ospitare le Olimpiadi del 1976, assegnate poi alla città di Montréal. Con quel denaro furono costruiti impianti sportivi importanti come il Palazzo dello Sport e la piscina Paolo Costoli.

## Società sportive
Ecco l'elenco delle principali società sportive suddivise per tipo, di Firenze.

### Alpinismo
- Club Alpino Italiano Sezione Firenze
- G.S. Azimut
- Lega Montagna
- Stone Monkey
- Ufficio guide scuola di alpinismo asd

### Arti marziali
- A.S. Accademia Lotte Orientali
- A.S. Firenze 5
- A.S. Izumo
- A.S. Maxisport Associazione Shaolin Firenze
- A.S. Shen
- Accademia Fiorentina di Aikido
- Accademia Italiana Shiatsu Do
- Associazione Doshin Judo
- Associazione Metis en Ergo
- Associazione Sportiva e Culturale Kosen
- Associazione World Ju-Jitsu Corporation Firenze
- Associazione Shaolin Kung Fu Firenze, shaolinfirenze.org
- Busen Firenze
- Centro Culturale Budokan
- Centro Qwan Ki Do Lac Long
- Centro Zen Firenze
- Club Qwan Ki Do Firenze
- Doyukai
- Hung Ga Kung Fu Club Tai Chi Chuan Association
- Istituto di WuShu della città di Firenze
- ITCCA sezione Firenze
- Judo Kwai Firenze
- Kidojo Associazione
- Kodokan Firenze
- Kyoei
- Muteki Dojo
- Samurai Club
- Shirai Karate Club
- Swan Gymnastic Center
- Unione Sportiva Sempre Avanti Juventus
- Yurikukai Karate Club

### Atletica leggera
- A.S.A. Firenze
- ASSI Giglio Rosso
- Atletica ASICS Firenze Marathon
- Atletica Libertas Firenze
- Cral INPS
- G.S. Le Panche Castelquarto
- Gruppo Sportivo A.C. 88
- A.S.D. Prosport Firenze
- Unione Sportiva Ugnano

### Pallacanestro
- Pool Firenze Basket
- A.S. Butchers Firenze
- A.S. Fiorentina Basket
- A.S. Firenze 2 Basket
- A.S. Florence Basket
- A.S. Florentia Basket 2002
- A.S. Laurenziana Basket
- Associazione D.L.F. Firenze Basket

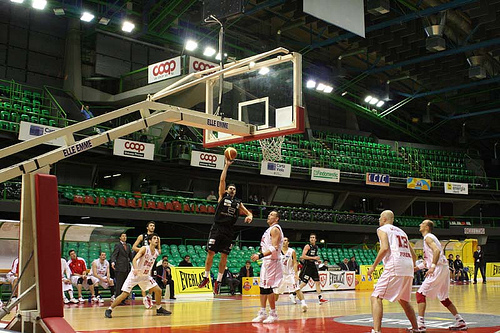
Pool Firenze Basket al Nelson Mandela Forum

- A.S. Dil. Baloncesto Basket Firenze
- Basket Olimpia Legnaia
- Basket Ponte Rosso
- Centro Minibasket Le Volpi Blu
- Florence Basket Fotoamatore
- Freccia Azzurra Firenze Basket
- Lira Basket
- Penta Basket
- Pino Dragons Basket Firenze
- Real Gavinana Basket

### Baseball
- Fiorentina Baseball
- Junior Firenze Baseball Club

### Canoa
- Canottieri Comunali Firenze

### Canottaggio

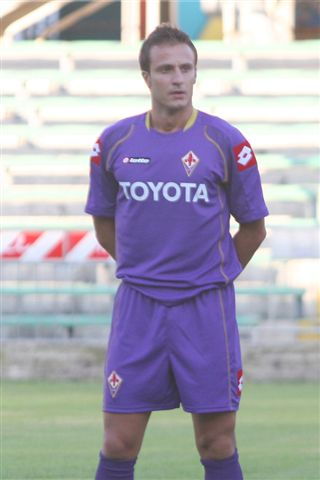
Alberto Gilardino quando vestiva la maglia della Fiorentina.

- Società Canottieri Firenze

### Calcio
- Fiorentina
- Rondinella
- Centro storico Lebowski
- Polisportiva Firenze Ovest
- Porta Romana

### Ciclismo
- A.C. Promozione Pista
- AICS Ciclismo Firenze
- Associazione Amici del Museo del Ciclismo Gino Bartali
- Associazione A & T Bike
- Associazione Sportiva Alfa Cure
- Bici Sport Team Firenze
- Circolo Due Strade
- Club Glorie Ciclismo Toscano
- Club Toscano 1983
- Florence by Bike
- G.S. Casa della Bici
- G.S. Cicli Conti
- G.S. Everest Galluzzo
- ASD Veloclub Florence by Bike
- G.S. Itala Ciclismo

### Football americano
- Guelfi Firenze

### Golf
- Florence Golf Club

### Hockey
- A.C.S. Toscana
- Fiorentina Hockey

### Nuoto
- A.S. Nuovi Amici del Nuoto
- A.S. I Delfini
- C.S.F. Indoor Club
- Cral Regione Toscana
- Fiorentina Nuoto
- Nuoto Club Firenze, su nuotoclubfirenze.org. URL consultato il 25 dicembre 2019 (archiviato dall'url originale il 24 settembre 2017).
- Nuoto Libero Firenze
- Scuola Sub Firenze
- Società Nazionale Salvamento Firenze
- FiorentinaNuotoClub, su fiorentinanuotoclub.it. URL consultato il 22 giugno 2019 (archiviato dall'url originale il 30 ottobre 2010).

### Pallamano
- Pallamano Firenze La Torre
- Fiorentina Handball

### Pallanuoto
- Rari Nantes Florentia
- Fiorentina Waterpolo
- McDonald's Firenze Pallanuoto
- A.S. Firenze Pallanuoto
- Esseci Nuoto

### Pesca
- A.P.D. Firenze Londi Tubertini Stonfo
- Apo Isolotto Fly
- C.P.M. Firenze
- Carpfishing Team Galliano
- Club Mosca Bianca
- FlyFishingTop
- Le Torri Capalle Amo D'Oro
- Team Pesca Hobby Fauna

### Pugilato
- A.S. New Boxing Firenze
- Accademia Pugilistica Fiorentina
- Boxing Club Firenze

### Rugby
- I Medicei
- Firenze 1931
- A.S. ITI Rugby 2000
- A.S. Rugby I Quadrifogli Firenze 4
- D.D. Circolo 15 Firenze
- Rugby Firenze 81
- Florentia

### Scherma
- Accademia Schermistica Fiorentina
- Circolo Scherma Firenze Raggetti
- Sala d'arme Achille Marozzo (scherma antica, medievale e rinascimentale)

### Softball
- A.S. Fiorentina Softball

### Sport sferistici
- Club Sportivo Firenze nelle discipline di tamburello, tamburello a muro, pallapugno e pallone col bracciale

### Squash
- A.S. Centro Squash Firenze
- City Club 99

### Tennis
- A.S. Amici di Coverciano
- A.S. Carraia
- A.S. Florence Tennis School
- A.S. Poggetto
- A.T.S. San Quirichino
- ASSI Giglio Rosso
- Associazione Match Ball Firenze
- Associazione Rifredi 2000
- Circolo del Tennis Firenze

### Triathlon
- Firenze Triathlon

### Vela
- Free Blue Fiorentina Vela
- La Via del Mare
- Lega Navale Italiana sezione Firenze
- Lega Sub